# Sposalizio della Vergine (Giulio Cesare Procaccini)
Lo Sposalizio della Vergine è un dipinto a olio su tela (375 x 227 cm) di Giulio Cesare Procaccini, realizzato entro il 1617 e conservato presso la Galleria nazionale di Parma.

## Storia
Il dipinto con lo Sposalizio della Vergine fu eseguito dal bolognese Giulio Cesare Procaccini per la Cappella di San Giuseppe in S.Maria della Steccata, dove era esposto nel coro. Analizzando i documenti, gli studiosi hanno identificato un pagamento nel luglio del 1617 sulla somma pattuita di 1385 lire, compreso il trasporto dell'opera da Milano. Sempre dai documenti, è possibile notare che non poco tempo prima, nel 1615, la committenza aveva pagato una simile somma a Bartolomeo Schedoni, un secondo pittore di ambito emiliano. Probabilmente l'opera di questo secondo artista non era piaciuta ai fabbricieri della chiesa, i quali avevano commissionato quindi un'opera a Procaccini. Il pagamento erogato nel 1617, infine, costituisce il termine post quem per la datazione dell'opera. Il dipinto venne trasportato a Parigi nel 1796 come bottino di guerra delle spoliazioni napoleoniche, e poi, a seguito del suo ritorno in Italia, venne esposto in Galleria dal 1816.

## Descrizione
Il soggetto del dipinto è rappresentato dallo sposalizio di Maria e Giuseppe alla presenza un sacerdote che officia la funzione. Come da iconografia tradizionale, tra la folla che assiste alla celebrazione c'è un uomo che spezza con il bastone che, non avendo fiorito, ha determinato la selezione dei pretendenti. Maria infatti, secondo i vangeli apocrifi, era cresciuta nel Tempio di Gerusalemme. Giunta in età da matrimonio, a ognuno dei suoi pretendenti venne dato un ramo secco, in attesa di un segno divino: l'unico che fiorì, fu quello di Giuseppe. Nella grande pala le figure si addensano tutte in primo piano, illuminate da una luce argentea quasi irreale, in contrasto con lo spazio buio del fondo, amplificato dalla prospettiva delle volte dell'edificio. Mentre un'espressività contenuta e gesti convenzionali caratterizzano i personaggi principali, gli altri partecipanti alla scena sono descritti con un realismo dai toni lievemente ironici, come si osserva nella reazione sorpresa dell'uomo cui il vescovo benedicendo sbatte il piviale sugli occhi.